# Вулиця Лавицького (Маріуполь)
Вулиця Лавицького — вулиця в Приморському районі Маріуполя. Починається від проспекту Нахімова, перетинає проспект Будівельників і вулицю Зелінського. Названа на честь Героя Радянського Союзу, льотчика Лавицького Миколи Юхимовича, який брав участь у відвоюванні Маріуполя у нацистів.

## Історія

Анотаційна дошка

Вулиця складається з двох частин. Одна з них, старіша, розташована в селищі Західному, яке в народі відоме як Хараджаєвський. Народна назва виникла через близьке розташування селища з цегельним заводом, який належав відомій в дореволюційному Маріуполі сім'ї купців і громадських діячів Хараджаєвих (нині завод не існує). Інша частина вулиці забудована п'ятиповерховими панельними будинками, «хрущовками». Початково вона носила ім'я польського астронома Миколи Коперника. Через такий склад вулиці, номери будинків на ній часто продубльовані, тобто будинки з однаковими номерами можуть бути і на одноповерховій частині вулиці і на багатоповерховій частині. У «хараджаєвській» частині вулиці при багатьох номерах існують також літерні індекси.
Першобудівниками вулиці Лавицького, як і всього селища, були робітники і інженери, лікарі і відставні військові. Вони брали позику у держави і роками будували свої будинки. Дякуючи сусідству з цегельним заводом, багато старих будинків на вулиці Лавицького побудовані із добротної червоної цегли.
Одноповерхові будинки закінчуються на перетині з вулицею Зелінського і далі починаються багатоповерхівки. Їх збудували в 60-ті роки 20 століття на місці полів, на яких до цього вирощували кукурудзу і соняшник.
В розпалі будівництва вулиці, при викопуванні котловану, під ківш екскаватору потрапили людські кістки. Роботи були припинені. Експерти встановили, що тут масове захоронення людей, розстріляних гітлерівцями під час окупації міста. Братську могилу привели до ладу і встановили невеликий обеліск. Пізніше на цьому місці встановлена стела з двома стиснутими кулаками і написом «Жертвам фашизму». Поруч встановили Вічний вогонь, оточуючий майданчик і підходи облаштували, посадили ялини, берези та інші дерева. В день весілля сюди приїжджають молодята, щоб покласти квіти.

## Мешканці
- В будинку № 4, квартирі № 50 проживав живописець Кечеджі Олександр Гаврилович[1];
- В будинку № 6, в двокімнатній квартирі хрущовки № 10 проживав художник і педагог Арнаутов Віктор Михайлович[2];
- В будинку № 9, квартирі № 13 проживав художник Кофанов Віктор Іванович[3].